# Псевдо-Арріан
Псевдо-Арріан — невідомий на ім'я письменник 6 ст., котрий склав опис берегів Чорного моря. Для своєї праці він широко використав «Перипл Понта Евксинського», написаний Флавієм Арріаном у 2 ст., і звідти без посилань запозичив до свого перипла великі уривки. Тому його твір тривалий час вважався розширеною версією перипла Флавія Арріана, а в науковій літературі автора називають псевдо-Арріаном, або Анонімом. До відомостей із творів своїх попередників Псевдо-Арріан додав низку цікавих звісток свого часу. Наприклад, він засвідчив, що річки Істр і Борисфен із часом стали називатися Данубієм і Данапрієм (звідки походять їхні теперішні найменування Дунай і Дніпро), а міста Херсонес (див. Херсонес Таврійський), Феодосія і Пантікапей — відповідно Херсон, Ардабда і Боспор. Псевдо-Арріан включив до свого перипла назви деяких ніде не згадуваних в античних джерелах населених пунктів Північного Причорномор'я і вказав більш точну локалізацію міст Кремніски та Тірітака. У цілому твір Псевдо-Арріана містить чимало цінних відомостей про історичну географію Причорномор'я; вказані ним величини відстаней між деякими пунктами дають можливість в одних випадках їх точно локалізувати, а в інших — встановити обриси берегів Чорного моря в античну добу.